# سید جلال‌الدین دری
سید جلال‌الدین دری (زادهٔ ۱۳۵۱) نویسنده و تهیه‌کننده سینما و تلویزیون ایران است. او در زمینه کارگردانی نیز فعالیت داشته‌است و فیلم نرگس مست اولین فیلم بلندی است که توسط وی کارگردانی شده‌است. این فیلم داستان یک سازنده قدیمی تار است که در خانه‌اش با گروه جوانی که تمرین موسیقی می‌کنند، مراوده دارد. سریال کپی برابر اصل نیز از دیگر آثار مطرح اوست که توسط وی کارگردانی شده و با هدف آشنایی مردم با مسائل حقوقی ساخته شده‌است.

سید جلال‌الدین دری که دانش‌آموخته حقوق نیز است، عضو کانون کارگردانان سینمای ایران و مسئول کارگروه حقوقی این کانون نیز است. وی همچنین از اعضای اصلی هیئت مدیره کانون فیلمنامه نویسان خانه سینما بوده و در این کانون مسئولیت دبیری و نایب رئیسی را نیز برعهده داشته است.

## آثار

### فیلم و سریال
| نام فیلم/سریال   | سمت                           | سال انتشار |
| ---------------- | ----------------------------- | ---------- |
| شب‌های کازابلانکا | نویسنده و کارگردان            | ۱۳۹۹       |
| نرگس مست         | نویسنده و کارگردان            | ۱۳۹۸       |
| بیگانه           | نویسنده و کارگردان            | ۱۳۹۸       |
| نیروانا          | بازنویسی فیلمنامه             | ۱۳۹۸       |
| سرگشته           | نویسنده                       | ۱۳۹۵       |
| کپی برابر اصل    | نویسنده، کارگردان و تهیه‌کننده | ۱۳۹۳       |
| عقاب صحرا        | بازنویسی فیلمنامه             | ۱۳۹۱       |
| گذرگاه مرزی      | نویسنده                       | ۱۳۹۱       |
| هُدهُد و خاله هدی  | تهیه‌کننده و کارگردان          | ۱۳۹۱       |
| کلید             | نویسنده، کارگردان و تهیه‌کننده | ۱۳۹۰       |
| سراب             | نویسنده                       | ۱۳۹۰       |
| استرداد          | بازنویسی فیلمنامه             | ۱۳۹۰       |
| آخرین سرقت       | نویسنده                       | ۱۳۸۹       |
| کوچک خان         | نویسنده و تهیه‌کننده           | ۱۳۸۹       |
| بن‌بست            | نویسنده                       | ۱۳۸۷       |
| خورشید پیر الموت | نویسنده                       | ۱۳۸۷       |
| از نفس افتاده    | نویسنده                       | ۱۳۸۶       |
| کمکم کن          | نویسنده                       | ۱۳۸۳       |
| پول کثیف         | نویسنده                       | ۱۳۸۲       |

### تئاتر
از تئاترهای شاخص سید جلال الدین دری می‌توان به " والس خداحافظی " با بازی رضا رویگری، سیروس گرجستانی و الهام چرخنده اشاره کرد که در سالن اصلی فرهنگسرای نیاوران به صحنه رفت و با استقبال خوب تماشاگران رو به رو شد. دو نمایش " انگشتر هزار نگین " و " سلطان با حرمسرا و سلطان بی‌حرمسرا " دری نیز موفق به دریافت جایزه از جشنواره آیینی سنتی شده‌اند. " افسانه دنیا و آوای مهر " نیز نام اثر دیگری از اوست که علاوه بر ایران در جشنواره بین‌المللی نوروز هم به روی صحنه رفته و موفق به دریافت جایزه‌هایی از این جشنواره شده‌است.
همچنین در پرونده حرفه‌ای سید جلال الدین دری، اپرت " لیلی و مجنون " نیز وجود دارد که در آن بازیگرانی از خوانندگان و هنرمندان موسیقی ایرانی همچون مهیار شادروان و حسام نواب صفوی ایفای نقش کرده‌اند.
| نام تئاتر/نمایش                   | سمت                | سال انتشار |
| کنسرت نمایش کوچه عاشقی            | نویسنده و کارگردان | ۱۴۰۲       |
| --------------------------------- | ------------------ | ---------- |
| لیلی و مجنون                      | نویسنده و کارگردان | ۱۳۹۷       |
| ورا نام تهمینه سهراب کرد          | کارگردان           | ۱۳۹۶       |
| افسون پریزاد                      | نویسنده و کارگردان | ۱۳۹۰       |
| افسانه دریا، آوای مهر             | نویسنده و کارگردان | ۱۳۸۲       |
| والس خداحافظی                     | نویسنده و کارگردان | ۱۳۸۱       |
| سلطان با حرمسرا و سلطان بی حرمسرا | نویسنده و کارگردان | ۱۳۸۰       |
| انگشتر هزار نگین                  | نویسنده و کارگردان | ۱۳۷۶       |

ترانه های شرقی                   نویسنده و کارگردان               ۱۴۰۰           